# Volvo B7RLE
Il Volvo B7RLE è un autobus a pianale ribassato prodotto dalla Volvo Buses a partire da 2001. È stato sostituito nel 2013 dal Volvo B8RLE, ma la sua produzione non è stata interrotta.
L'assemblaggio avviene nella città svedese di Borås.